# 沼田祐光
沼田 祐光（ぬまた すけみつ）は、安土桃山時代から江戸時代初期にかけての武将。津軽家の家臣。沼田面松斎とも。
津軽為信の軍師として活躍したといわれているが、詳細については不明な点が多い。

## 生涯
沼田光兼（宗兼?）の子として誕生したといわれる。
出自については諸説あり、主な説としては、上野沼田氏の一族にあたり源頼朝の時代より代々若狭国熊川を領有し、後に若狭武田氏に属したとされる。父は永禄年間に熊川城を築城したが、永禄12年（1569年）に武田氏の被官・松宮清長に攻められ、沼田一族は近江国へ退出したとされる。
祐光は陸奥国の戦国大名・津軽為信に仕えたが、それ以前の足跡は不明な点が多い。また、陰陽道・易学・天文学に通じており、これらを駆使した伝承（弘前城築城時の城地選定の際、土地の吉凶を占うなど）が伝わっている。中央政界とのパイプ役を担っていたとも伝わるが、現時点での資料においては経歴・実績などは不詳とせざるを得ない。
為信は当初500石を与えるとしたが、祐光はこれを辞退し、子の兵庫助に与えるよう願い叶えられ、祐光自身は隠居料100石を受けた。元亀2年（1571年）5月の石川城攻めや、天正3年（1575年）1月の大光寺城攻めに参加した。
慶長17年（1612年）12月、病死。
なお、孫の祐正（兵庫助の子）は500石で為信の嫡男・信建付属の家臣となるが、信建の死後に知行を召し上げられ浪人した。2代藩主・信枚の代になり、旧功をもって招き返され、祐光の隠居料100石にて再度召し抱えられた（その後150石に加増）。
青森県弘前市の誓願寺に、祐光以下、弘前藩士沼田家代々の墓所が現存する。